# LIVE HISTORIA T 〜TM NETWORK Live Sound Collection 1984-2015〜
『LIVE HISTORIA T 〜TM NETWORK Live Sound Collection 1984-2015〜』（ライヴ・ヒストリア・ティー　ティー・エム・ネットワーク・ライブ・サウンド・コレクション1984-2015）は、TM NETWORKのライブ・アルバム。2022年2月23日発売。

## 解説
TM NETWORKライブ配信応援プロジェクトの企画にて、ソニーとエイベックスが共同企画し、TM NETWORKベスト・ライブ・パフォーマンスのファン投票。その中と各レーベルからセレクトし、収録。また、エイベックス盤として『LIVE HISTORIA M 〜TM NETWORK Live Sound Collection 1984-2015〜』も同時に発売。
このアルバムでは、ソニー在籍時（1984年 - 1999年）とエイベックス在籍時（2012年 - 2015年）に披露されたライブの中から24曲を収録し、Blu-spec CD2規格、一部の曲は新たにリミックスでの発売となった。
そのためRojam Entertainment及び、YOSHIMOTO R and C（現・よしもとミュージック、2000年 - 2008年）のライヴ音源は今回一切未収録となっている。
また、今作は、これまでのシングルやアルバムなどに収録されなかった「17 to 19」が初めて収録された。また、付属のブックレットには過去のライブの中からの写真を収録されている。
また、7月29日にデジタルリリースする際、「LIVE HISTORIA DX S」「LIVE HISTORIA DX a」の2種が販売された。Sは1984-1992年の音源 (1994年終了ライブは未収録)、aは2012年-2015年の音源となっている。販売元はSがソニー、aがエーベックスからの音源である。

## 収録曲
※★がついている曲は、今作のために、新たにリミックスした楽曲である。

### DISC 1
| #         | タイトル                          | 作詞       | 作曲               | ★         | 時間  |
| --------- | --------------------------------- | ---------- | ------------------ | --------- | ----- |
| 1.        | 「Be Together」                   | 小室みつ子 | 小室哲哉           | ★         | 3:45  |
| 2.        | 「WILD HEAVEN」                   | 小室みつ子 | 小室哲哉           |           | 6:06  |
| 3.        | 「I am」                          | 小室哲哉   | 小室哲哉           |           | 5:50  |
| 4.        | 「RHYTHM RED BEAT BLACK」         | 坂元裕二   | 小室哲哉           |           | 7:09  |
| 5.        | 「Don't Let Me Cry」              | 神沢礼江   | 小室哲哉           | ★         | 5:38  |
| 6.        | 「BEYOND THE TIME」               | 小室みつ子 | 小室哲哉           | ★         | 5:28  |
| 7.        | 「永遠のパスポート 2014」         | SEYMOUR    | 小室哲哉・木根尚登 |           | 5:00  |
| 8.        | 「STILL LOVE HER (失われた風景)」 | 小室哲哉   | 小室哲哉・木根尚登 |           | 5:46  |
| 9.        | 「Here, There & Everywhere」      | 小室哲哉   | 小室哲哉           |           | 4:20  |
| 10.       | 「LOUD」                          | 小室哲哉   | 小室哲哉           |           | 6:37  |
| 11.       | 「69/99」                         | 坂元裕二   | 小室哲哉           | ★         | 5:43  |
| 12.       | 「Just Like Paradise」            | 坂元裕二   | 小室哲哉           | ★         | 6:47  |
| 13.       | 「Jean Was Lonely」               | 坂元裕二   | 小室哲哉           | ★         | 7:16  |
| 合計時間: | 合計時間:                         | 合計時間:  | 合計時間:          | 合計時間: | 75:25 |

### DISC 2
| #         | タイトル                | 作詞       | 作曲               | ★         | 時間  |
| --------- | ----------------------- | ---------- | ------------------ | --------- | ----- |
| 1.        | 「Love Train」          | 小室哲哉   | 小室哲哉           |           | 5:26  |
| 2.        | 「DRAGON THE FESTIVAL」 | 小室哲哉   | 小室哲哉           |           | 10:09 |
| 3.        | 「KISS YOU」            | 小室みつ子 | 小室哲哉           |           | 5:43  |
| 4.        | 「TIME TO COUNT DOWN」  | 小室みつ子 | 小室哲哉           | ★         | 4:43  |
| 5.        | 「DIVE INTO YOUR BODY」 | 小室みつ子 | 小室哲哉           | ★         | 9:39  |
| 6.        | 「Self Control」        | 小室みつ子 | 小室哲哉           |           | 10:03 |
| 7.        | 「GET WILD '89」        | 小室みつ子 | 小室哲哉           | ★         | 7:56  |
| 8.        | 「ELECTRIC PROPHET」    | 小室哲哉   | 小室哲哉・木根尚登 |           | 6:25  |
| 9.        | 「NIGHTS OF THE KNIFE」 | 小室みつ子 | 小室哲哉           |           | 9:59  |
| 10.       | 「17 to 19」            | 小室哲哉   | 小室哲哉           | ★         | 4:53  |
| 11.       | 「TIMEMACHINE」         | 小室哲哉   | 木根尚登           | ★         | 3:35  |
| 合計時間: | 合計時間:               | 合計時間:  | 合計時間:          | 合計時間: | 78:31 |

## 曲解説

### DISC 1
1. Be Together
1988年3月16日に代々木オリンピックプールで行われた「TM NETWORK KISS JAPAN DANCING DYNA-MIX」から収録。
2. WILD HEAVEN
2014年12月10日に東京国際フォーラムホールAで行われた「TM NETWORK 30th 1984〜 QUIT30」から収録。
3. I am
2012年4月25日に日本武道館で行われた「TM NETWORK CONCERT -Incubation Period-」から収録。
4. RHYTHM RED BEAT BLACK
2015年3月22日に横浜アリーナで行われた「TM NETWORK 30th FINAL」から収録。
5. Don't Let Me Cry
1987年6月24日に日本武道館で行われた「TM NETWORK FANKS CRY-MAX」から収録。
6. BEYOND THE TIME
1988年3月16日に代々木オリンピックプールで行われた「TM NETWORK KISS JAPAN DANCING DYNA-MIX」から収録。
7. 永遠のパスポート 2014
2014年5月20日に東京国際フォーラムホールAで行われた「TM NETWORK 30th 1984〜 the beginning of the end」から収録。
8. STILL LOVE HER (失われた風景)
1994年5月19日に東京ドームで行われた「TMN final live LAST GROOVE 5.19」から収録。
9. Here, There & Everywhere
2013年7月21日にさいたまスーパーアリーナで行われた「TM NETWORK FINAL MISSION -START investigation-」から収録。
10. LOUD
2015年2月8日にさいたまスーパーアリーナで行われた「TM NETWORK 30th 1984〜 QUIT30 HUGE DATA」から収録。
11. 69/99
1991年2月22日に仙台イズミティ21で行われた「RHYTHM RED TMN TOUR」から収録。
12. Just Like Paradise
1992年4月12日に横浜アリーナで行われた「TMN EXPO」から収録。
13. Jean Was Lonely
1992年4月12日に横浜アリーナで行われた「TMN EXPO」から収録。

### DISC 2
1. Love Train
2013年7月21日にさいたまスーパーアリーナで行われた「TM NETWORK FINAL MISSION -START investigation-」から収録。
2. DRAGON THE FESTIVAL
1994年5月18日に東京ドームで行われた「TMN final live LAST GROOVE 5.18」から収録。
3. KISS YOU
2014年5月20日に東京国際フォーラムホールAで行われた「TM NETWORK 30th 1984〜 the beginning of the end」から収録。
4. TIME TO COUNT DOWN
1991年3月7日に国立代々木競技場第一体育館で行われた「RHYTHM RED TMN TOUR」から収録。
5. DIVE INTO YOUR BODY
1989年8月29日に横浜アリーナで行われた「TM NETWORK CAMP FANKS!! '89」から収録。
6. Self Control
2012年4月25日に日本武道館で行われた「TM NETWORK CONCERT -Incubation Period-」から収録。
7. GET WILD '89
1989年8月29日に横浜アリーナで行われた「TM NETWORK CAMP FANKS!! '89」から収録。
8. ELECTRIC PROPHET
2012年4月25日に日本武道館で行われた「TM NETWORK CONCERT -Incubation Period-」から収録。
9. NIGHTS OF THE KNIFE
1994年5月19日に東京ドームで行われた「TMN final live LAST GROOVE 5.19」から収録。
10. 17 to 19
1984年12月5日にPARCO PART III SPACE PARCOで行われた「ELECTRIC PROPHET」から収録。
11. TIMEMACHINE
1984年12月5日にPARCO PART III SPACE PARCOで行われた「ELECTRIC PROPHET」から収録。

## クレジット
- All Performed : TM NETWORK
- Re-mixed : 坂元達也
- Mastered : 鈴江真智子
- Text : 藤井徹貫
- A&R : 福田良昭